# 埃斯羅姆 (密蘇里州)
埃斯羅姆（英語：Esrom）是位於美國密蘇里州巴頓縣的非建制地區。

## 歷史
埃斯羅姆的郵局於1880年設立，其後於1904年停運。

## 地理
埃斯羅姆所處的海拔為高於海平面294米（即965英呎），而該地所採用的時區為UTC-6，即北美中部時區（CST）。同時該地設有夏令時間，為UTC-6調快一小時，即UTC-5（CDT）。